# Sofia Hedvig av Danmark
Sofia Hedvig av Danmark (danska: Sophie Hedevig af Danmark), född 28 augusti 1677 i Köpenhamn, död 13 mars 1735, var en dansk prinsessa, dotter till kung Kristian V av Danmark och Charlotta Amalia av Hessen-Kassel.

## Biografi
Sofia Hedvig var påtänkt som brud till Johan Georg IV av Sachsen till 1691, kejsar Josef I till 1697 och Karl XII fram till 1698, men förblev ogift, då den förste drog sig ur förlovningen, den andra krävde att hon skulle konvertera och den tredje inte ville gifta sig. Det ryktas dock att hon var hemligt gift med överkammarherre Carl Adolph von Plessen. 
Som officiellt ogift kvinna fick hon bo hos modern fram till dennas död. Elisabeth Helene von Vieregg var hovdam åt henne. Hon hade ett gott förhållande till sin regerande bror Fredrik fram till hans andra äktenskap 1721, då hon och hennes yngre bror Carl av Danmark lämnade hovet i protest.
Sofia Hedvig drev godsen Vemmetofte och Charlottenborg, öppnade skolor på sina gods (där undervisningen dock nästan enbart var religion) och grundade Vemmetofte Frøkenkloster. Hon var intresserad av musik och konsthantverk och var porträttmålare, broderade och flera av hennes verk förvaras i samlingen på Rosenborgs slott.